# 本能開關
《本能開關》是KUJIRA創作的日本漫畫，於2018年6月1日至2022年4月1日在講談社電子雜誌《comic tint》連載。
2025年1月由朝日電視台播出電視劇版本。

## 出版書籍
| 卷數 | 講談社         | 講談社                 |
| 卷數 | 發售日期       | ISBN                   |
| ---- | -------------- | ---------------------- |
| 1    | 2020年1月10日  | ISBN 978-4-06-518341-0 |
| 2    | 2020年3月13日  | ISBN 978-4-06-518682-4 |
| 3    | 2020年7月13日  | ISBN 978-4-06-520271-5 |
| 4    | 2020年10月13日 | ISBN 978-4-06-520862-5 |
| 5    | 2021年1月13日  | ISBN 978-4-06-521939-3 |
| 6    | 2021年4月13日  | ISBN 978-4-06-522787-9 |
| 7    | 2021年7月13日  | ISBN 978-4-06-523898-1 |
| 8    | 2021年11月12日 | ISBN 978-4-06-525748-7 |
| 9    | 2022年6月13日  | ISBN 978-4-06-528489-6 |

## 電視劇
2025年1月11日至3月15日於日本朝日電視台「週六好劇」時段播出，由宮近海斗與葵若菜主演。

### 登場人物
主要人物
- 秋山聖〈26〉：宮近海斗（Travis Japan）（童年：渡邊雄大）

遊戲公司「Cordan Games」的企劃
- 星小和〈26〉：葵若菜（童年：磯村アメリ）

聖的青梅竹馬，遊戲公司「Magnifique Game」的企劃

#### Magnifique Game
- 吉田總介〈29〉：戶塚純貴

小和的同事、前男友
- 木原蓉子：野波麻帆

小和的同事，可靠的姐姐，是她信賴的商量對象
- 榎本秀〈23〉：小島健（Ae! group）

小和的後輩，與她共同負責新遊戲企劃。個性開朗，為團隊帶動氣氛
- 河野久：西田亘輝

程式設計師

#### 秋山家
- 秋山茂：瓜生和成

聖的爸爸
- 秋山道代：久保田磨希

聖的媽媽

#### 星家
- 星英治：丸山智己

小和的爸爸
- 星牧子：雛形明子

小和的媽媽

#### 周邊人物
- 齊藤楓〈26〉：石川戀

聖與小和的國中同學、聖的前女友
- 相澤さち：秋田汐梨

榎本的青梅竹馬

#### 客串
- Travis Japan：中村海人、七五三掛龍也、吉澤閑也

〈第4話、第6話〉聖的媽媽觀看的 Travis Japan 散步節目

### 製作團隊
- 原作：KUJIRA『本能開關』（講談社「comic tint」所載）
- 劇本：泉澤陽子
- 導演：高橋洋人、藤澤浩和
- 配樂：真鍋昭大
- 主題歌：Travis Japan「Say I do」（Capitol Records / 日本環球音樂）
- 監製：中川慎子（朝日電視台）
- 製作人：田中真由子（朝日電視台）、島本講太（Storm Labels）、平體雄二（st'blue）、林田むつみ（st'blue）
- 制作協力：st'blue
- 制作：朝日電視台、Storm Labels

### 播出日程
- 第9話延後30分鐘播出（23:30 - 24:00）。

| 集數   | 播出日期 | 副標題 | 導演     |
| ------ | -------- | ------ | -------- |
| 第1話  | 1月11日  |        | 高橋洋人 |
| 第2話  | 1月18日  |        | 高橋洋人 |
| 第3話  | 1月25日  |        | 藤澤浩和 |
| 第4話  | 2月01日  |        | 藤澤浩和 |
| 第5話  | 2月08日  |        | 高橋洋人 |
| 第6話  | 2月15日  |        | 高橋洋人 |
| 第7話  | 2月22日  |        | 藤澤浩和 |
| 第8話  | 3月01日  |        | 藤澤浩和 |
| 第9話  | 3月08日  |        | 高橋洋人 |
| 最終話 | 3月15日  |        | 高橋洋人 |

## 外部連結
- 電視劇官方網站

| 日本 朝日電視網 週六好劇                        | 日本 朝日電視網 週六好劇                | 日本 朝日電視網 週六好劇 |
| ----------------------------------------------- | --------------------------------------- | ------------------------ |
|                                                 | 本能開關 （2025年1月11日－3月15日）     |                          |
| 我們陷入戀愛的理由 （2024年10月12日－12月21日） | 武藏的圓舞曲 （2025年4月19日－6月21日） |                          |